# Quinta Coligação
A Quinta Coligação ou Quinta Coalizão foi a aliança formada pelo Reino Unido e pelo Império austríaco, contra a França de Napoleão Bonaparte, em 1809.
No ano de 1808, os exércitos de Napoleão dominavam praticamente toda a Europa, exceto a Rússia e a Grã-Bretanha. Na Suécia ocupada, o marechal francês Jean-Baptiste Bernadotte, foi eleito o novo herdeiro do trono. Na Espanha ocupada, entretanto, onde após ter destronado Carlos IV de Espanha, Napoleão nomeara seu irmão, José Bonaparte, como rei da Espanha, tiveram início insurreições de cunho nacionalista. Os espanhóis, revoltados, expulsaram José Bonaparte de Madrid, vindo a eclodir a chamada Guerra da Independência Espanhola (1808-1814).
Nesse contexto, constituída a Quinta Coligação, Napoleão derrotou os austríacos, na batalha de Wagram (julho de 1809), obrigando-os a assinar o Tratado de Schönbrunn. Ao mesmo tempo, divorciou-se de sua primeira mulher, Josefina de Beauharnais, e desposou Maria Luisa de Áustria, filha de Francisco I da Áustria, na esperança de evitar novas coligações da Áustria contra a França.
Apesar de boa parte das terras hereditárias dos Habsburgos continuarem em suas mãos, a França formalmente anexou a província da Carinthia, a Carníola e alguns portos no mar Adriático, enquanto a Galicia foi dada aos poloneses, e a cidade de Salzburgo, no Tirol, passou para os bávaros. Em consequência das perdas territoriais, o Império austríaco perdeu o controle de aproximadamente três milhões de pessoas, cerca de um quinto de sua população.
Apesar da luta na península ibérica continuar, o continente europeu continuou em relativa paz até a França invadir a Rússia, em 1812, dando início à Guerra da Sexta Coligação.
Após o fim da guerra da Quinta Coalizão, o Império Napoleônico atingiria o auge do seu poder e influência, controlando boa parte da Europa Ocidental, e chegaria à sua máxima extensão territorial no começo de 1812.